# Mattia Fabiano
Mattia Fabiano (Roma, 10 ottobre 2002) è un doppiatore italiano.

## Biografia
Attivo nel mondo del doppiaggio fin da bambino. Tra i suoi doppiaggi più noti ci sono il personaggio di Dustin Henderson (interpretato da Gaten Matarazzo) nella serie TV di Netflix, Stranger Things e il personaggio di Pipì nel film di animazione italiano Pipì, Pupù e Rosmarina in Il mistero delle note rapite. Ha inoltre prestato la voce al personaggio di Josh Johnson (interpretato da Benjamin Flores Jr.) nella trilogia Fear Street Parte 1: 1994, Fear Street Parte 2: 1978 e Fear Street Parte 3: 1666, il personaggio di Rowan Freemaker, protagonista della serie animata in due stagioni LEGO Star Wars: The Freemaker Adventures e nel 2022 ha dato la voce a Xavier (interpretato da Percy Hynes White) nella serie Mercoledì.
È il fratello maggiore della doppiatrice Chiara Fabiano, con cui ha lavorato spesso.

## Doppiaggio

### Cinema
- Benjamin Flores Jr. in Fear Street Parte 1: 1994, Fear Street Parte 2: 1978, Fear Street Parte 3: 1666
- David Mazouz in Incarnate - Non potrai nasconderti
- Jakob Davies in Resta anche domani
- Jordan Scott in Get On Up - La storia di James Brown
- Enzo Tomasini in Babysitting
- Isaac Andrews in Hercules - Il guerriero
- Brandon Wilson in Tornare a vincere
- Seth Lee in The Accountant
- Dante Soriano in L'ottava nota
- Ben Carolan in Sing Street
- Andre Robinson in Un'altra scatenata dozzina
- Dante Hoagland in Emelie
- Lincoln Melcher in Ouija - L'origine del male
- Ben Carolan in Sing Street
- Zaire Adams in Cheerleader per sempre
- Teddy Van Ee in Captain Fantastic
- Bleu Landau in King Arthur - Il potere della spada
- Aidan Brennan in The Secret - La forza di sognare
- Skyler Fortgang in Every Day
- Ed Oxenbould in Better Watch Out
- Emjay Anthony in Insurgent
- Lewis MacDougall in Pan - Viaggio sull'isola che non c'è
- William Ainscough in La storia dell'amore
- Harvey Scrimshaw in The Witch
- Ethan Harmon in Cognati per caso
- Dartanian Sloan in Sinister 2
- Alkoya Brunson in Come ti rovino le vacanze
- Onni Tommila in Big Game - Caccia al Presidente
- Jonas Holdenrieder in Un fantasma per amico
- Clément Burguin in Le vacanze del piccolo Nicolas
- Lorenzo Lefèbvre in Délicieux - L'amore è servito
- Louis Dussol in La guerra dei bottoni
- Manuel Camacho in Abel - Il figlio del vento
- Elias Schwarz in Goodnight Mommy
- Abel Dolz Doval in I segreti del settimo piano
- Idir Ben Addi in L'età giovane
- Abraham Attah in Beasts of No Nation
- Mustapha Aarab in Vinterviken
- Qais Atallah in The Idol
- Mateen Devvji in The Right Kind of Wrong
- Ohshirô Maeda in Little Sister
- Leonardo Similaro in Grotto
- Brian Wiles in Hocus Pocus 2
- Gaten Matarazzo in Honor Society
- Kershawn Theodore in Picchiarello al campo estivo
- Taeho K in My Spy - La città eterna
- Colin O'Brien in The Monkey

### Film d'animazione
- Carmino da bambino in Goool!
- Gilby in Vicky il vichingo
- Shia in Bianca & Grey
- Suzuki in Pioggia di ricordi
- Pipì in Pipì, Pupù e Rosmarina in Il mistero delle note rapite
- Minoru in Fireworks - Vanno visti di lato o dal basso?
- Lane Aim in Mobile Suit Gundam: Hathaway
- Kai in Lu e la città delle sirene
- Gene Fini in Pompo, la cinefila
- Shingo Tsukino in Pretty Guardian Sailor Moon Cosmos - Il film
- Luigi in Argonuts - Missione Olimpo
- Palio in Calciatori contro mutanti
- Taishi Koiwai in La casa tra le onde

### Film per la televisione
- Bryce Clyde Jenkins in Un fidanzato da manuale

### Serie televisive
- Gaten Matarazzo in Stranger Things e Prank Encounters - Scherzi da brivido
- Darius Amarfio Jefferson in Childhood’s End
- Jake Siciliano in The Affair - Una relazione pericolosa (st. 1-2)
- Jadon Sand in The Affair - Una relazione pericolosa (st. 3-5)
- Max Charles in The Strain
- Marcel Ruiz in Giorno per giorno
- Kale Culley in Walker
- Michael V. Epps in The Chi
- Matthew Lewis Royer in Best Friends Whenever
- Joshua Caleb Johnson in The Good Lord Bird - La storia di John Brown
- Nyles Julian Steele in Good Behavior
- Patrick McAuley in Absentia (st. 3)
- Carson Pound in Heartland
- Emjay Anthony in Tales from the Loop
- Gabriel Bateman in Outcast
- Thamela Mpumlwana in In the Dark
- Aidan Liebman in Mr. Robot
- Asher Angel in Andi Mack
- Jacob Hopkins in The Goldbergs
- Michael Campion in Le amiche di mamma (st. 5)
- Ethan Wacker in Bizaardvark
- Noah Jupe in The Night Manager
- Ethan Martin Estrada in La cucina magica di Talia
- Thomas Barbusca in Kirby Buckets
- Jason Cullen in Rebellion
- Malachi Barton in Harley in mezzo
- Casper Allpress in Penny Dreadful
- Dallas Liu in CSI: Cyber
- Connor Kalopsis in The Grinder
- Cameron Brodeur in Helix
- Cannon Kluytman in Game of Silence
- Drew Justice in Gortimer Gibbon’s Life on Normal Street
- Lincoln Melcher in Summer Camp
- Kamran Lucas in Mech-X4
- Nyles Steele in Good Behavior
- Mitchell Kummen in Quando chiama il cuore
- Oliver Bell in Salem
- Zachary Unger in Containment
- Hayden Crawford in Nicky, Ricky, Dicky & Dawn
- Asher Angel in Andi Mack
- Tom Taylor in Doctor Foster
- Ali Alarik in Snabba Cash
- Tamer Berke Sarıkaya in Cherry Season - La stagione del cuore
- Matt Lintz in The Walking Dead
- Benjamin Flores Jr. in Your Honor
- Percy Hynes White in Mercoledì
- Austin Kane in Nuovo Santa Clause cercasi
- Aron Park in L'eternauta

### Serie animate
- Kion in The Lion Guard
- Connor/Gattoboy (1ª voce) in PJ Masks - Superpigiamini
- Bambino Biondo ne i Griffin
- Pip in Miles dal futuro
- Toby in Le avventure del gatto con gli stivali
- Pipì (2ª voce) in Pipì, Pupù e Rosmarina
- Dr. Pamplemousse in Pickle and Peanut
- Rowan in LEGO Star Wars: The Freemaker Adventures
- Giorgio Latini/Thermo (1^ voce) in MeteoHeroes
- Dirty in Stinky & Dirty
- Nick in Superkar
- Timmy in Tobot
- Kyo Kasahara in Blue Box
- Imperatorino in One-Punch Man
- Quint Baker in Gli ultimi ragazzi sulla Terra
- Michael Olé in Jentry Chau contro il regno dei demoni
- Mike in Alex Player

### Videogiochi
- Quint in The Last Kids on Earth and the Staff of Doom (2021)[3]